# Świecie
Świecie (in tedesco Schwet) è un comune urbano-rurale polacco del distretto di Świecie, nel voivodato della Cuiavia-Pomerania.
Ricopre una superficie di 174,81 km² e nel 2006 contava 33 269 abitanti.